# گمینا ویلکوو (استان اوپوله)
گمینا ویلکوو (استان اوپوله) (به لهستانی:  Gmina Wilków) یک گمینا در لهستان است که در شهرستان نامسووف واقع شده‌است. گمینا ویلکوو ۱۰۰٫۵۷ کیلومتر مربع مساحت و ۴٬۶۷۸ نفر جمعیت دارد.